# Kabir
Kabir (tiếng Hindi: कबीर, tiếng Punjab: ਕਬੀਰ, tiếng Urdu: کبير) – nhà thơ thần bí Ấn Độ thời trung cổ, nhà cải cách nổi bật của phong trào Bhakti, tác gia cổ điển của văn học tiếng Hindi.
Trong lịch sử của tư tưởng tôn giáo ở Ấn Độ, Kabir chiếm một vị trí độc đáo. Đối với người theo Ấn Độ giáo – ông là thánh Bhakti, đối với người Hồi giáo – ông là một vị giáo chủ, còn đối với người theo đạo Sikh – ông là hóa thân (avatar) của thần Hindu.

## Tiểu sử
Ngày sinh hay ngày mất của Kabir không ai biết được chính xác. Một số nhà sử học cho rằng ông sống vào quãng 1398 – 1448, một số khác lại cho là quãng 1440 – 1518.
Ông sống trong một thời đại khi mà hai nền văn hóa - Ấn Độ giáo và Hồi giáo ở Ấn Độ được hòa nhập thành một hiện tượng văn hóa thú vị và độc đáo – tổng hợp Ấn – Hồi giáo. Điều này ảnh hưởng đến các lĩnh vực khác nhau trong đời sống của người Ấn Độ: từ tôn giáo, triết học đến văn học, nghệ thuật. Không ngẫu nhiên mà trong thơ Kabir biểu hiện rõ sự tổng hợp này. Ông sinh ra là người Hồi giáo và được người một đạo sư Bhakti - Ramananda, dạy dỗ. Ông không ngừng lặp đi lặp lại rằng ông không phải là người Hindu mà cũng không phải là người Hồi giáo.
Trong các tác phẩm của ông cũng vậy. Kabir luôn đi con đường của riêng mình và không hoàn toàn chia sẻ quan điểm của bất kỳ truyền thống tâm linh nào của thời đại mình. Ông không thừa nhận nghi lễ Hồi giáo, Ấn giáo cũng như những lời thệ nguyện và kinh điển (kể cả kinh Vệ Đà và cổ tích Puranas), từ chối (mặc dù không phải luôn luôn) lý thuyết avatar, ông cũng không chia sẻ thái độ coi tập yoga như một cách chính của việc nhận thức Thượng đế vv…

## Học thuyết

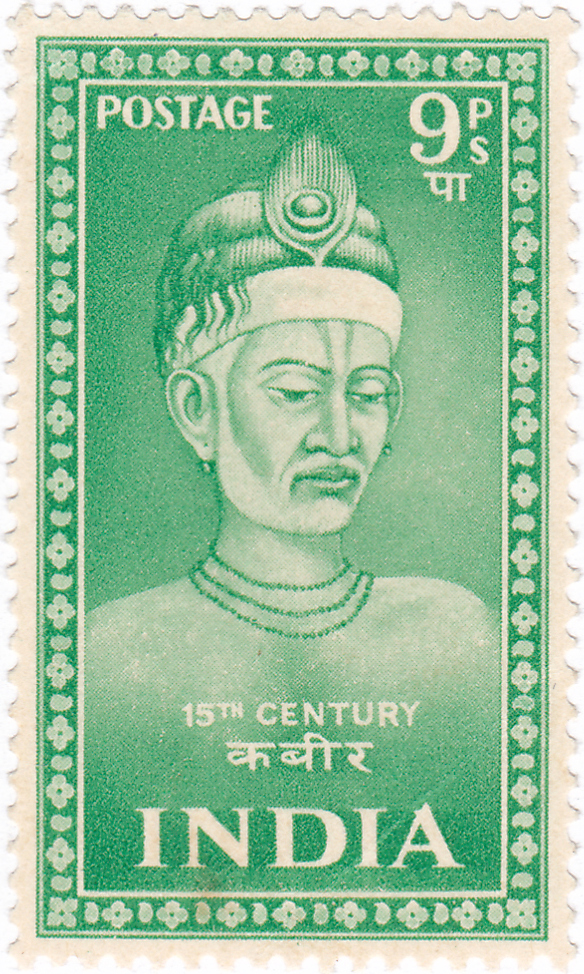
Hình Kabir trên tem thư của Ấn Độ

Tinh hoa thơ và cuộc sống của Kabir, giống như Rumi, là ý tưởng về tình yêu đối với Thượng đế, một tình yêu bình đẳng và toàn diện. Nhà thơ Thánh dạy rằng con người không phải là tôi tớ của Thượng đế mà là người bạn; không phải là kẻ nô lệ, cúi đầu trước mặt Ngài, mà là một người yêu thương, nhìn thấy ở Ngài sự nâng đỡ đối với mình. Theo quan điểm Rumi và Kabir, lòng tin đích thực không phải là theo đúng nghi lễ và quy định của tôn giáo mà là sự trong sạch của con tim. "Kaaba - Rumi dạy - không phải là ở Mecca, mà trong trái tim mình". Niềm tin vào sự hợp nhất của nhân loại và giá trị của sự tôn thờ Thượng đế duy nhất ở trong mỗi trái tim con người là cơ sở của nhà thơ thiền Sant Mat, nhà cải cách của phong trào Bhakti.
Kabir mơ về một xã hội công bằng mà trong đó, người hạnh phúc là người không chạy theo danh vọng, coi mọi người đều bình đẳng và sống theo nghĩa vụ của mình. Cơ sở của xã hội này phải không chỉ có Bhakti (tình yêu đối với Thượng đế), mà còn Prema (tình yêu chung của tất cả mọi người). Thượng đế phải được ở trong trái tim con người để trái tim thông qua tình yêu đối với Thượng đế đến với mọi người.

## Cái chết
Về cái chết của Kabir cũng có một giai thoại rất nổi tiếng. Tương truyền, Kabir sống thọ 119 năm, 5 tháng 27 ngày và qua đời năm 1518 tại làng Maghar gần Gorakhpur. Khi Kabir cảm thấy cái chết đến gần thì ông sửa soạn đến Maghar. Điều trớ trêu là Kabir cả đời sống ở thành phố Benares vốn được coi là vùng đất thánh ở Ấn Độ. Những người dân ở đây van xin ông không rời khỏi Benares. Tuy nhiên, Kabir nói rằng tất cả mọi người phải chết ở nơi họ muốn, và những ai chết ở Maghar sẽ sống mãi. Khi đến Maghar, ông chọn một túp lều tranh, sai lấy hai tấm vải và một bó hoa sen rồi sai đóng chặt cửa và chỉ để ông ở đó một mình. Sau một thời gian những học trò trở lại thì không thấy thi thể của Kabir. Người ta chỉ nhìn thấy hai tấm vải và những bông hoa sen. Những người Ấn Độ giáo lấy một tấm vải và hoa sen hỏa táng theo phong tục của mình, hiện tro vẫn được thờ ở Benares. Tấm vải thứ hai được người Hồi giáo đem chôn ở Maghar. Sau đó ở nơi này người ta dựng hai bia mộ: một của Ấn Độ giáo, một của Hồi giáo và trở thành chốn hành hương của cả hai tôn giáo.